# Un monde obèse
 (novembre 2022).
La mise en forme du texte ne suit pas les recommandations de Wikipédia : il faut le « wikifier ».
Les points d'amélioration suivants sont les cas les plus fréquents :
- Les titres sont pré-formatés par le logiciel. Ils ne sont ni en capitales, ni en gras.
- Le texte ne doit pas être écrit en capitales (les noms de famille non plus), ni en gras, ni en italique, ni en « petit »…
- Le gras n'est utilisé que pour surligner le titre de l'article dans l'introduction, une seule fois.
- L'italique est rarement utilisé : mots en langue étrangère, titres d'œuvres, noms de bateaux, etc.
- Les citations ne sont pas en italique mais en corps de texte normal. Elles sont entourées par des guillemets français : « et ».
- Les listes à puces sont à éviter, des paragraphes rédigés étant largement préférés. Les tableaux sont à réserver à la présentation de données structurées (résultats, etc.).
- Les appels de note de bas de page (petits chiffres en exposant, introduits par l'outil «  Source ») sont à placer entre la fin de phrase et le point final[comme ça].
- Les liens internes (vers d'autres articles de Wikipédia) sont à choisir avec parcimonie. Créez des liens vers des articles approfondissant le sujet. Les termes génériques sans rapport avec le sujet sont à éviter, ainsi que les répétitions de liens vers un même terme.
- Les liens externes sont à placer uniquement dans une section « Liens externes », à la fin de l'article. Ces liens sont à choisir avec parcimonie suivant les règles définies. Si un lien sert de source à l'article, son insertion dans le texte est à faire par les notes de bas de page.
- La présentation des références doit suivre les conventions bibliographiques. Il est recommandé d'utiliser les modèles {{Ouvrage}}, {{Chapitre}}, {{Article}}, {{Lien web}} et/ou {{Bibliographie}}. Le mode d'édition visuel peut mettre en forme automatiquement les références.
- Insérer une infobox (cadre d'informations à droite) n'est pas obligatoire pour parachever la mise en page.

Pour une aide détaillée, merci de consulter Aide:Wikification.
Si vous pensez que ces points ont été résolus, vous pouvez retirer ce bandeau et améliorer la mise en forme d'un autre article.
Un monde obèse est un téléfilm documentaire de 88 minutes sur l'obésité, ses causes et le rôle de l'industrie agro-alimentaire dans l'épidémie mondiale en cours.

## Description
Selon les prévisions des spécialistes, la moitié de la planète sera obèse ou en surpoids en 2030. L'obésité entraîne une augmentation très importante du diabète, des maladies cardio-vasculaires et de certains cancers. Le documentaire explore les causes de cette épidémie mondiale, qu’aucun pays n’est encore parvenu à enrayer.
Les autorités publiques et les industriels de l'alimentation persistent à mettre d'abord en cause le manque d’activité physique ("Manger moins, bouger plus", privilégiant le rôle de la volonté individuelle de chacun.
Les messages publicitaires et les messages de marketing ont évolué depuis 50 ans.
À la fin des années 1970, ils mettent avant tout l'accent sur le gras, désigné comme responsable des maladies cardio-vasculaires. Ils promeuvent ensuite les céréales, riches en glucides et très subventionnées. Par ailleurs des produits transformés, allégés en matières grasses mais bourrés de sucre, au pouvoir addictif décuplé par le marketing, sont massivement diffusés.
L’effet de satiété  de courte durée produit par le sucre, digéré rapidement joue un rôle majeur.
De l'Allemagne au Chili et au Mexique, du Brésil au Canada, de la France aux États-Unis, les auteurs explorent les méthodes marketing de l'industrie agro-alimentaire, les mécanismes de dépendance du sucre, l'épidémie mondiale de diabète, les efforts législatifs de contrôle des lobbies et d'imposition d'étiquettes annonçant le contenu précis des produits, etc.
Ainsi le gouvernement chilien a mis en place des taxes sur les boissons sucrées, un étiquetage spécifique est obligatoire sur certains produits et pour ceux-là il  est interdit de faire de la publicité.
Selon plusieurs scientifiques interviewés, l'industrie agro-alimentaire  a une grande responsabilité dans la progression de l’obésité, qui devrait affecter 250 millions d’enfants sur terre d’ici à 2030. Les pouvoirs publics sont aussi mis en cause dans le documentaire : ceux ci ont souvent favorisé la diffusion du message selon lequel il suffit de « bouger » pour perdre des calories sans s’attaquer à la racine du problème.
Les auteurs donnent la parole à des universitaires, des responsables politiques locaux (San Francisco) des jeunes rappeuses, des pasteurs, des militants associatifs de Foodwatch, etc. 

## Liste de quelques-unes des personnes prenant la parole dans le documentaire
- Delman Coates, pasteur qui avec un de ses collègues a engagé des poursuites contre Coca-Cola
- Jason Fung, médecin spécialiste du surpoids et du diabète.
- Stéphane Horel, journaliste spécialisée

## Auteurs
Les auteurs sont :
- Thierry de Lestrade
- Sylvie Gilman